# M6
M6 er en fransk tv-kanal grundlagt 1. marts 1987.

## Programmer

### Serier
- Caméra Café
- Kaamelott
- Les Bleus, premiers pas dans la police
- Les Bougon
- Un gars, une fille
- Victoire Bonnot
- Scènes de ménages
- Soda
- 90210
- Bones
- Californication
- Criminal Minds: Suspect Behavior
- Desperate Housewives
- FBI : Duo très spécial
- Glee
- Harper's Island
- Hawaii 5-0
- Kyle XY
- Lie to Me
- Malcolm
- Médium
- NCIS
- NCIS Los Angeles
- Nip/Tuck
- The Good Wife
- The Glades
- Un, dos, tres
- Le rêve de Diana

### Aviser
- Le 12:45
- Le 19:45

### Magasiner
- 100% Foot
- 100% Mag
- 66 minutes
- Accès privé
- Capital
- E=M6
- Enquête exclusive
- Turbo
- Zone interdite
- C'est du propre !
- C'est ma vie
- D&CO
- Maison à vendre
- Recherche appartement ou maison

### Underholdninger
- L'amour est dans le pré
- La France a un incroyable talent
- Nouvelle Star
- Pékin Express
- Top Chef
- Un dîner presque parfait
- X Factor

## Eksterne henisniniger
- m6.fr

| Fjernsyn | Spire Denne artikel om en tv-kanal er en spire som bør udbygges. Du er velkommen til at hjælpe Wikipedia ved at udvide den. |